# Kombinat Zentronik
Der VEB Kombinat Zentronik, kurz Zentronik genannt, war ein Industriekombinat im Bereich des Ministeriums für Elektrotechnik und Elektronik der DDR.
Das Kombinat wurde am 1. April 1969 aus Betrieben der VVB Datenverarbeitungs- und Büromaschinen gebildet. Stammbetrieb war der VEB Büromaschinenwerk Sömmerda, der Sitz der Kombinatsleitung war Erfurt.
Zum 31. Dezember 1977 wurde das Kombinat aufgelöst, die Kombinatsbetriebe wurden dem ebenfalls 1969 gegründeten VEB Kombinat Robotron angeschlossen.
Generaldirektor des Kombinates war Wolfgang Lungershausen.

## Kombinatsbetriebe und ihr Profil

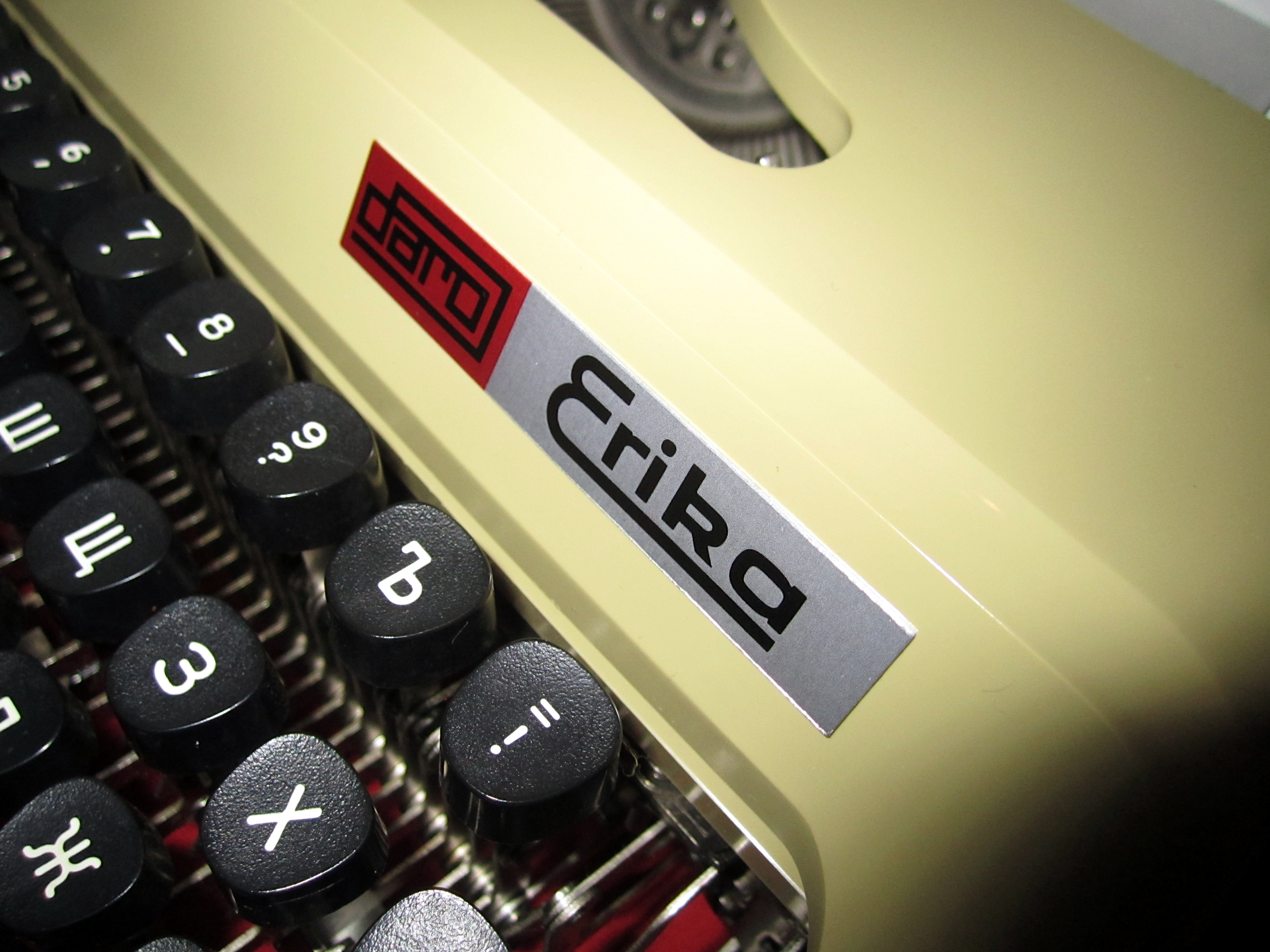
Unter der Marke DARO (Abkürzung für Datenverarbeitung, Automatisierung, Rationalisierung, Organisation) wurde z. B. diese Erika-Schreibmaschine mit russischer Tastatur vertrieben.

(Frühere Firmierungen, Marken und Produktlinien sind kursiv dargestellt)
- VEB Büromaschinenwerk Sömmerda, Rheinmetall
  - „Soemtron“: „Supermetall“: Lochkartentechnik, Drucktechnik, Schreibtechnik, Fakturiermaschinen
  - „Präsident“: Nadeldrucker
- VEB Buchungsmaschinenwerk Karl-Marx-Stadt, Astra / Wanderer-Continental
  - „Ascota“:  Arbeitsplatz-Computer, Buchungsautomaten, Addiermaschinen, Schreibtechnik
- VEB Rechenelektronik Meiningen Zella-Mehlis, Mercedes
  - „Cellatron“: Kleinrechenanlagen, mechanische und elektronische Rechenmaschinen, Schreibtechnik, Buchungsmaschinen, Addiermaschinen
- VEB Optima Schreibmaschinenwerke Erfurt, Olympia

### Schreibtechnik
- VEB Schreibmaschinenwerk Dresden, Seidel & Naumann
  - „Erika“: Kleinschreibmaschinen, „Ideal“: Büroschreibmaschinen
- VEB REISS Meß- und Zeichengerätebau, Bad Liebenwerda
  - Zeichengeräte, Büromöbel und Laborausstattungen, Rechenschieber
- VEB Secura Werke Berlin
  - Registrierkassen, Kopiertechnik